# Ukrainische Fußballnationalmannschaft/Weltmeisterschaften
Der Artikel beinhaltet eine ausführliche Darstellung der ukrainischen Fußballnationalmannschaft bei Weltmeisterschaften. Die Ukraine nahm bisher einmal an der Endrunde zur Weltmeisterschaft teil (2006), häufig scheiterte sie in den Play-offs der Gruppenzweiten. In der ewigen Rangliste belegt die Ukraine den 53. Platz unter insgesamt 79 Teilnehmern.

## Überblick

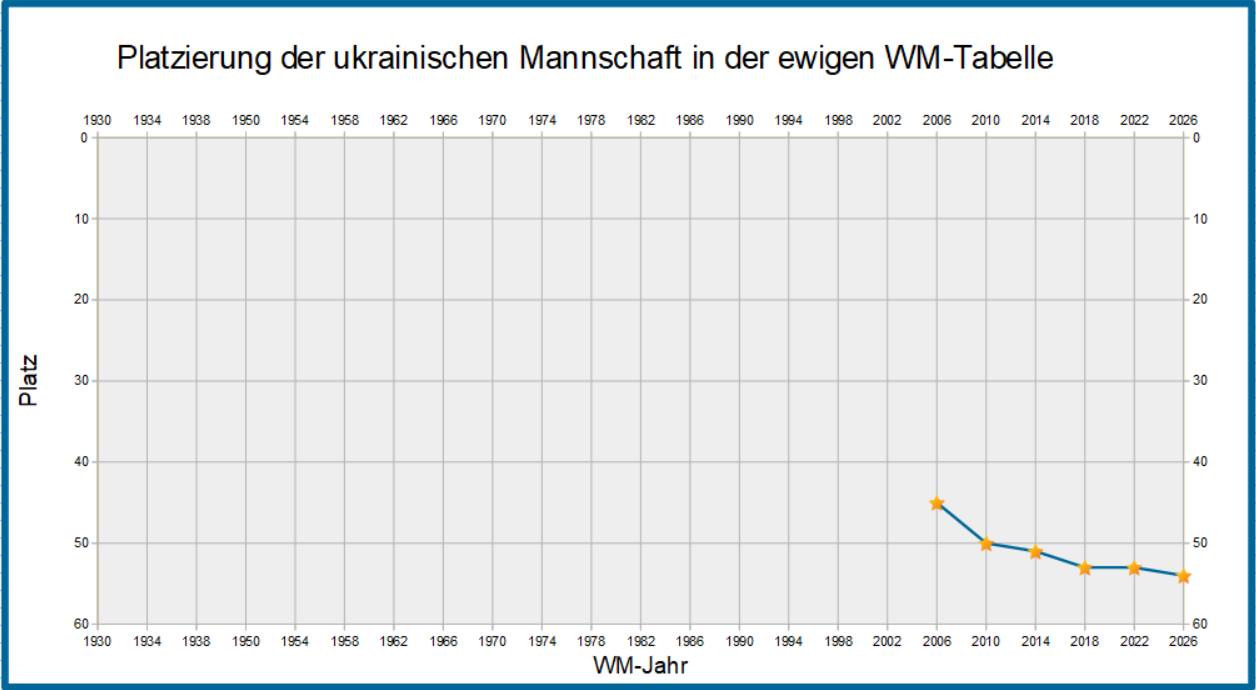
Platzierung der ukrainischen Mannschaft in der ewigen WM-Tabelle

Die Ukraine war von 1930 bis 1990 Teil der Sowjetunion, die von 1958 bis 1990 an der WM teilnahm. Ukrainische Spieler waren in dieser Zeit wichtige Spieler der sowjetischen Nationalmannschaft, z. B. Oleh Blochin, der mit der UdSSR 1982 und 1986 an der WM teilnahm. 1994 spielten mit Sergei Juran, Juri Nikiforow, Wladislaw Ternawski und Ilja Zymbalar noch in der Ukraine geborene Spieler für Russland bei der WM.
| Jahr | Gastgeberland  | Teilnahme bis …    | letzte(r) Gegner | Ergebnis | Trainer      | Bemerkungen und Besonderheiten |
| ---- | -------------- | ------------------ | ---------------- | -------- | ------------ | --- |
| 1994 | USA            | nicht teilgenommen |                  |          |              | Bei der Auslosung der Qualifikation noch kein FIFA-Mitglied. |
| 1998 | Frankreich     | nicht qualifiziert |                  |          |              | In den Play-offs der Qualifikation an Kroatien gescheitert, nachdem in der Gruppenphase hinter Deutschland der 2. Platz belegt wurde.                                                                        |
| 2002 | Südkorea/Japan | nicht qualifiziert |                  |          |              | In den Play-offs der Qualifikation an Deutschland gescheitert, nachdem in der Gruppenphase hinter Polen der 2. Platz belegt wurde.                                                                           |
| 2006 | Deutschland    | Viertelfinale      | Italien          | 8.       | Oleh Blochin | In der Qualifikation Gruppenerster. Torhüter Oleksandr Schowkowskyj hält im Elfmeterschießen des Achtelfinales gegen die Schweiz zwei Elfmeter.                                                              |
| 2010 | Südafrika      | nicht qualifiziert |                  |          |              | In den Play-offs der Qualifikation an Griechenland gescheitert, nachdem in der Gruppenphase hinter England der 2. Platz belegt wurde.                                                                        |
| 2014 | Brasilien      | nicht qualifiziert |                  |          |              | In den Play-offs der Qualifikation an Frankreich gescheitert, nachdem in der Gruppenphase hinter England der 2. Platz belegt wurde.                                                                          |
| 2018 | Russland       | nicht qualifiziert |                  |          |              | In der Qualifikation wurde hinter Island und Kroatien der 3. Platz belegt. |
| 2022 | Katar          | nicht qualifiziert |                  |          |              | In der Qualifikation wurde hinter Titelverteidiger Frankreich der 2. Platz belegt. In den Play-offs gewann die Mannschaft im Halbfinale gegen Schottland mit 3:1, verlor aber im Finale gegen Wales mit 0:1. |

### 1994 in den Vereinigten Staaten
Bei der am 8. Dezember 1991 vorgenommenen Auslosung der Qualifikationsgruppen gab es noch keinen eigenständigen Fußballverband der Ukraine, er wurde erst fünf Tage später als eigenständiger Verband gegründet und 1992 in die FIFA aufgenommen. Daher konnte die Ukraine noch nicht an der WM-Qualifikation teilnehmen. Den Platz für die Sowjetunion nahm die russische Mannschaft ein, die sich für die WM qualifizierte, aber in der Vorrunde ausschied.

### 1998 in Frankreich
Vier Jahre später konnten die Ukrainer erstmals an der Qualifikation für die zweite WM in Frankreich teilnehmen. Hinter Europameister Deutschland, der sich direkt qualifizierte, belegten sie Platz 2 vor Portugal, Armenien, Nordirland und Albanien. Damit waren sie für die Playoff-Spiele der Gruppenzweiten qualifiziert, in denen sie auf Kroatien trafen. Nach einem 0:2 in Zagreb reichte das 1:1 im Rückspiel nicht, um sich für die WM zu qualifizieren, stattdessen fuhr Kroatien erstmals zur WM und wurde dort überraschend Dritter.

### 2002 in Japan und Südkorea
Auch vier Jahre später scheiterte die Ukraine in den Playoffspielen der Gruppenzweiten, diesmal an Deutschland, das erstmals in die Playoffs musste. In der Gruppenphase der Qualifikation für die erste WM in Asien belegten die Ukrainer den zweiten Platz hinter Polen vor Belarus, Norwegen, Wales und Armenien. Dabei hatten die Ukrainer nur das erste Spiel, ein Heimspiel gegen Polen verloren, mussten aber in fünf Spielen die Punkte mit dem Gegner teilen und konnten nur vier Spiele gewinnen. In den Playoffs reichte es im Heimspiel nur zu einem 1:1, das Rückspiel in Dortmund wurde mit 1:4 verloren.

### 2006 in Deutschland

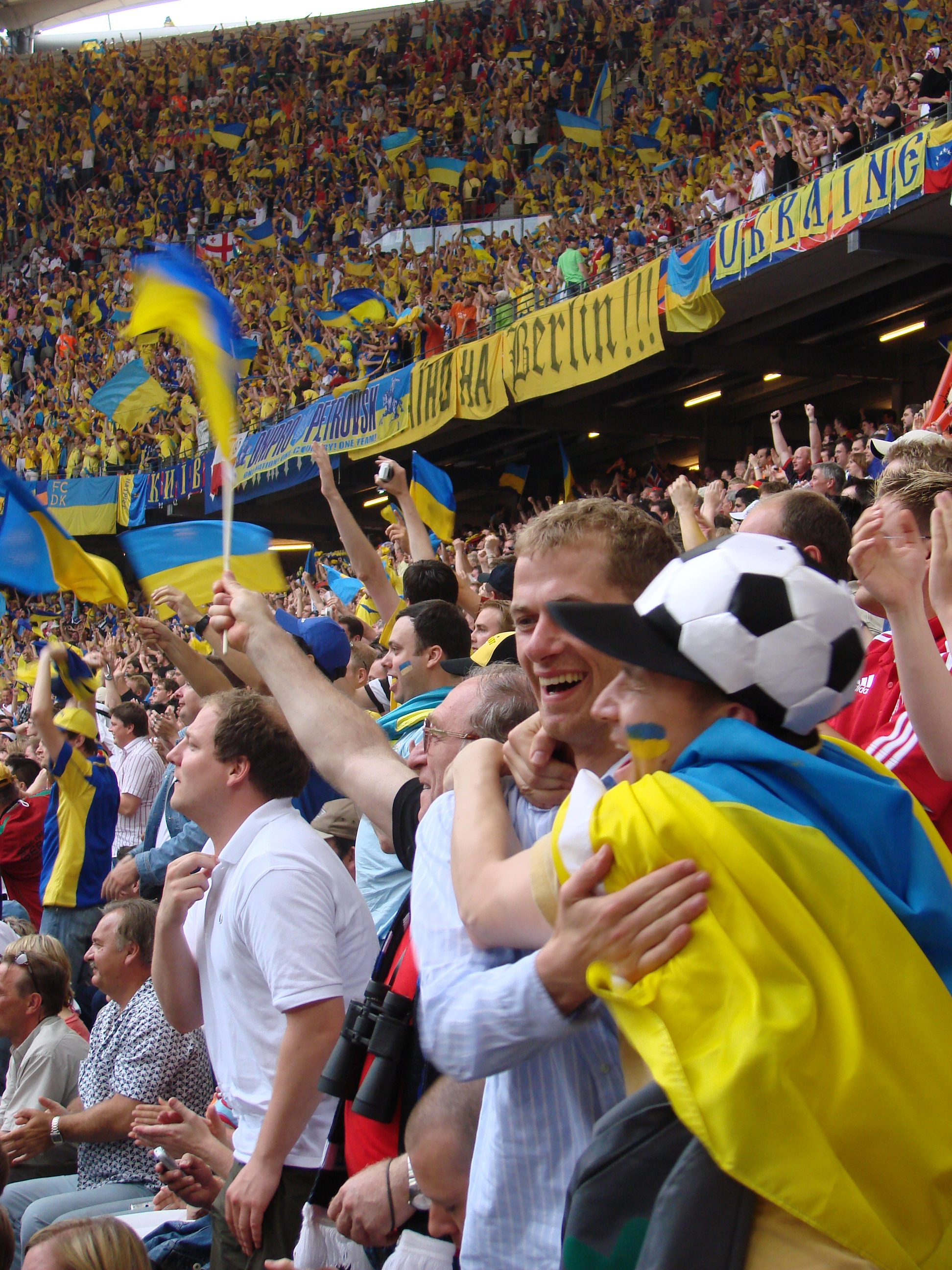
Ukrainische Fans feiern das zwischenzeitliche 3:0 beim 4:0-Sieg gegen Saudi-Arabien

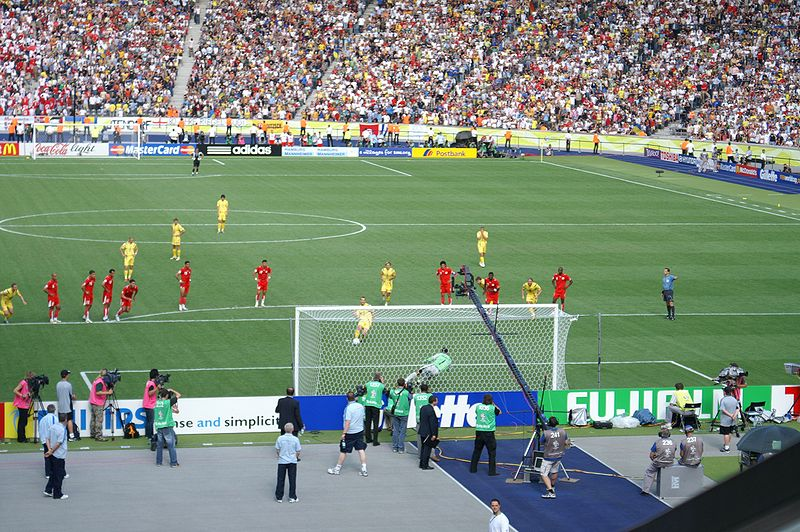
Andrij Schewtschenko verwandelt den Elfmeter gegen Tunesien zum 1:0-Sieg

Vier Jahre später gelang dann die bis heute einzige WM-Qualifikation. In einer Gruppe mit der Türkei, Dänemark, Griechenland, Albanien, Georgien und Kasachstan wurde bereits am 3. September 2005 durch ein 1:1 in Georgien die Qualifikation perfekt gemacht. Da konnte dann auch eine 0:1-Heimniederlage gegen die Türkei im vorletzten und ein 2:2 gegen Albanien im letzten Spiel verkraftet werden. Bester ukrainischer Torschütze war Andrij Schewtschenko mit sechs Toren.
Bei der Endrunde wurde die Ukraine in eine Gruppe mit Spanien, Tunesien und Saudi-Arabien gelost. In ihrem ersten WM-Spiel verloren sie deutlich mit 0:4 gegen Spanien, wobei sie nach einer Notbremse von Wladyslaw Waschtschuk 43 Minuten in Unterzahl spielen mussten.
Im zweiten Spiel gegen Saudi-Arabien konnten sie dagegen mit 4:0 gewinnen, wobei Andrij Russol bereits in der 4. Minute das erste WM-Tor für die Ukraine erzielte. Im letzten Spiel sicherte dann Andrij Schewtschenko durch einen verwandelten Foulelfmeter den 1:0-Sieg gegen Tunesien, womit die Ukraine als Gruppenzweiter in die K.-o.-Runde einzog. Hier trafen sie auf die Schweiz und nach 120 torlosen Minuten musste das Elfmeterschießen entscheiden, wer ins Viertelfinale einziehen durfte. Zwar scheiterte Schewtschenko mit dem ersten Elfmeter am Schweizer Torhüter Pascal Zuberbühler, aber der ukrainische Torhüter Oleksandr Schowkowskyj konnte umgehend den ersten Schweizer Elfmeter parieren. Nachdem die drei nächsten Ukrainer erfolgreich waren, während der zweite Schweizer nur die Latte traf und der Elfmeter des dritten Schweizers erneut von Schowkowskyj gehalten werden konnte, mussten die drei letzten Schützen nicht mehr antreten. Im Viertelfinale trafen die Ukrainer auf Italien und verloren glatt mit 0:3. Italien konnte sich anschließend zum vierten Mal den WM-Titel sichern, die Ukraine verabschiedete sich für mindestens 12 Jahre von der WM-Bühne.

### 2010 in Südafrika
In der Qualifikation für die erste WM in Afrika belegte die Ukraine hinter England und vor Kroatien, Belarus, Kasachstan und Andorra nur den zweiten Platz. Die Ukraine musste daher wieder in die Playoffs der Gruppenzweiten und traf dabei auf die von Otto Rehhagel trainierten Griechen. Nach einem 0:0 in Griechenland wurde das Heimspiel aber mit 0:1 verloren, so dass erneut die Qualifikation verpasst wurde.

### 2014 in Brasilien
In der Qualifikation für die zweite WM in Brasilien musste die Ukraine gegen England, Montenegro, Polen, Moldawien und San Marino antreten und belegte mit einem Punkt Rückstand wieder hinter England nur den zweiten Platz. Verspielt wurde die direkte Qualifikation durch ein torloses Remis am drittletzten Spieltag gegen England, da beide danach die restlichen Spiele gewannen. Damit musste die Ukraine erneut in die Playoffs der Gruppenzweiten und traf dort auf Ex-Weltmeister Frankreich. Nach einem 2:0 im Heimspiel waren die Hoffnungen groß, sich erneut zu qualifizieren, denn noch nie war es einer Mannschaft in den Playoffs gelungen, einen 0:2-Rückstand aus dem Hinspiel aufzuholen. Frankreich war aber die erste Mannschaft, der das gelang, und mit dem 3:0 konnte sich der Ex-Weltmeister qualifizieren.

### 2018 in Russland
Für die Qualifikation wurde die Ukraine, die seit dem Vorrundenaus bei der EM 2016 von Andrij Schewtschenko trainiert wird, in die Gruppe mit Kroatien, Island, der Türkei, und Finnland gelost. Nachdem das Kosovo in die FIFA aufgenommen worden war, wurde diese Mannschaft nachträglich dieser Gruppe zugeordnet. Da die Ukraine das Kosovo nicht anerkannt, wurde das Heimspiel gegen das Kosovo im polnischen Krakau ausgetragen. Nach der Hälfte der Spiele, von denen die Ukrainer zwei gewannen und eins verloren, lagen sie nur auf dem dritten Platz. In der zweiten Hälfte gewannen sie drei Spiele und verloren zwei Spiele. Dabei hatten sie vor dem letzten Spiel noch die Chance durch einen Heimsieg gegen Kroatien zumindest den zweiten Platz zu erreichen, verloren aber mit 0:2, so dass nur der dritte Platz heraussprang. Gruppensieger wurde überraschend Island, das damit erstmals teilnimmt.

### 2022 in Katar
Für die Qualifikation wurde die Ukraine in eine Fünfergruppe gelost. Gegner waren Titelverteidiger Frankreich, Finnland, Bosnien-Herzegowina und Kasachstan. Die zunächst ebenfalls der Gruppe zugelosten Mannschaften aus Belarus und Estland wurden aus klimatischen Gründen, da sich schon die Ukraine und Finnland in der Gruppe befanden, einer anderen Gruppe zugeteilt. In der Gruppe D belegte die Ukraine hinter Frankreich schließlich den zweiten Platz und traf im Halbfinale der Play-offs im Juni 2022 (das ursprünglich für Ende März geplante Spiel wurde wegen der russischen Invasion der Ukraine verschoben) auf Schottland. Nach einem 3:1-Sieg gegen die Schotten, mussten sie in Wales um das letzte europäische WM-Ticket spielen und verloren durch ein Eigentor von Kapitän Andrij Jarmolenko mit 0:1.

### 2026 in Kanada, Mexiko und USA
In der Qualifikation treffen die Ukrainer ab September 2025 auf Frankreich, Island und Aserbaidschan.

## Rangliste der ukrainischen WM-Spieler mit den meisten Einsätzen
01. Wolodymyr Bessonow – 10 bei 3 Turnieren (alle für die UdSSR)
02. Anatolij Demjanenko – 9 bei 3 Turnieren (alle für die UdSSR)
03. Oleh Blochin, Oleh Kusnezow und Oleksandr Sawarow – je 7 bei 2 Turnieren (alle für die UdSSR)
06. Andrij Bal (für die UdSSR), Juri Nikiforow (für Russland) – 6 bei 2 Turnieren
08. Serhij Baltatscha (für die UdSSR), Oleh Hussjew, Andrij Hussin, Iwan Jaremtschuk (für die UdSSR) Andrij Nesmatschnyj, Oleh Schelajew, Andrij Schewtschenko, Oleksandr Schowkowskyj, Anatolij Tymoschtschuk – je 5 bei einem bzw. 2 (Jaremtschuk) Turnieren

## Rangliste der ukrainischen WM-Spieler mit den meisten Toren

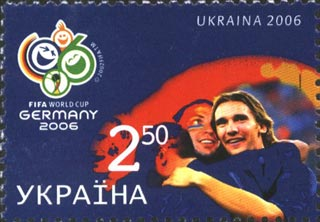
Andrij Schewtschenko auf einer ukrainischen Briefmarke zur WM 2006

1. Ihor Bjelanow, Anatoli Byschowez und Waleri Porkujan – je 4 Tore (alle für die UdSSR)
4. Oleh Blochin, Oleksandr Sawarow (beide für die UdSSR) und Andrij Schewtschenko – je 2 Tore
7. Andrij Bal, Serhij Baltatscha, Igor Dobrowolski, Pawlo Jakowenko, Iwan Jaremtschuk, Witalij Chmelnyzkyj, Oleh Protassow, Wassili Raz (alle für die UdSSR), Maxym Kalynytschenko, Serhij Rebrow und Andrij Russol – je 1 Tor

## Ukrainische WM-Kapitäne
- 1986: Anatolij Demjanenko, Oleh Blochin (3. Gruppenspiel) beide für die UdSSR
- 1990: Oleh Kusnezow, Anatolij Demjanenko (3. Spiel) beide für die UdSSR
- 1994: Wiktor Onopko (3. Spiel für Russland)
- 2002: Wiktor Onopko (für Russland)
- 2006: Andrij Schewtschenko

## Ukrainische Spieler in der Mannschaft der UdSSR oder Russland
- 1958: Wladimir Maslatschenko (0)
- 1962: Eduard Dubynskyj (1), Wiktor Kanewski (2), Wiktor Serebrjannikow (0), József Szabó (0)
- 1966: Wiktor Bannikow (0), Leonid Ostrowski (2), Waleri Porkujan (3), Wiktor Serebrjannikow (2), József Szabó (4)
- 1970: Anatoli Byschowez (4), Wolodymyr Kaplytschnyj (3), Witalij Chmelnyzkyj (4), Wolodymyr Muntjan (4), Waleri Porkujan (0), Anatolij Pusatsch (2), Wiktor Serebrjannikow (2), Leonid Schmuz (0),
- 1982: Sergei Andrejew (3), Andrij Bal (4), Serhij Baltatscha (5), Wolodymyr Bessonow (5), Oleh Blochin (5), Leonid Burjak (0), Anatolij Demjanenko (5), Wadym Jewtuschenko (0), Jurij Susloparow (1), Wiktor Tschanow (0)
- 1986: Andrij Bal (2), Ihor Bjelanow (4), Wolodymyr Bessonow (3), Oleh Blochin (2), Anatolij Demjanenko (3), Pawlo Jakowenko (3), Iwan Jaremtschuk (3), Wadym Jewtuschenko (3), Serhij Krakowskyj (0), Oleh Kusnezow (4), Hennadij Lytowtschenko (1), Oleh Protassow (1), Wassili Raz (3), Oleksandr Sawarow (4), Wiktor Tschanow (1),
- 1990: Wolodymyr Bessonow (2), Anatolij Demjanenko (1), Igor Dobrowolski (3), Iwan Jaremtschuk (2), Oleh Kusnezow (3), Hennadij Lytowtschenko (3), Wolodymyr Ljutyj (1), Oleh Protassow (3), Wassili Raz (1), Oleksandr Sawarow (3), Wiktor Tschanow (0),
- 1994: Sergei Juran (1), Juri Nikiforow (3), Wladislaw Ternawski (2) und Ilja Zymbalar (2) – alle für Russland
- 2002: Juri Nikiforow (3), Wiktor Onopko (3), Sergei Semak (0)
- 2014: keine

## Anteil der im Ausland spielenden Spieler im WM-Kader
Bei ihrer bisher einzigen Teilnahme setzte die Ukraine nur vier „Legionäre“ ein.
| Jahr (Spiele) | Anzahl (Länder)                                   | Spieler (Einsätze)                                                                        |
| ------------- | ------------------------------------------------- | ----------------------------------------------------------------------------------------- |
| 2006 (5)      | 4 (1 in Deutschland, 1 in Italien, 2 in Russland) | Andrij Woronin (4); Andrij Schewtschenko (5); Andrij Hussin (5), Maxym Kalynytschenko (4) |

## Bei Weltmeisterschaften gesperrte Spieler
- 2006: Im ersten WM-Spiel der Ukrainer erhielt Wladyslaw Waschtschuk wegen einer Notbremse die Rote Karte und war für das zweite Gruppenspiel gesperrt. Im letzten Gruppenspiel erhielten Wjatscheslaw Swiderskyj und Andrij Russol die zweite Gelbe Karte und waren für das Achtelfinale gegen die Schweiz gesperrt.

## Spiele
Die Ukraine bestritt bisher fünf WM-Spiele, davon wurden zwei gewonnen, zwei wurden verloren und eins endete remis. Das Remis-Spiele musste verlängert werden und wurde im Elfmeterschießen gewonnen. Die Ukraine spielte bisher weder gegen WM-Neulinge, den Gastgeber noch den Titelverteidiger, aber einmal gegen den späteren Weltmeister.
| Alle WM-Spiele |            |               |           |               |                |                                                |
| Nr.            | Datum      | Ergebnis      | Gegner    | Anlass        | Austragungsort | Bemerkung                                      |
| 1.             | 14.06.2006 | Spanien       | 0:4       | Vorrunde      | Leipzig (DEU)  |                                                |
| 2.             | 19.06.2006 | Saudi-Arabien | 4:0       | Vorrunde      | Hamburg (DEU)  | Erstes Länderspiel gegen Saudi-Arabien         |
| 3.             | 23.06.2006 | Tunesien      | 1:0       | Vorrunde      | Berlin (DEU)   | Erstes Länderspiel gegen Tunesien              |
| 4.             | 26.06.2006 | Schweiz       | 0:0 n. V. | Achtelfinale  | Köln (DEU)     | 3:0 n. E. Erstes Länderspiel gegen die Schweiz |
| 5.             | 30.06.2006 | Italien       | 0:3       | Viertelfinale | Hamburg (DEU)  | Niederlage gegen den späteren Weltmeister      |

## Höchste Siege und Niederlagen
Die beiden Siege der ukrainischen Mannschaft bei der WM waren auch die höchsten Siege gegen diese Länder:
- Saudi-Arabien: Vorrunde 2006 – 4:0 (einziges Spiel gegen Saudi-Arabien)
- Tunesien: Vorrunde 2006 – 1:0 (einziges Spiel gegen Tunesien)

Die beiden Niederlagen in WM-Spielen waren auch die höchsten gegen diese Länder:
- Italien: Viertelfinale 2006 - 0:3
- Spanien: Vorrunde 2006 - 0:4

## Besonderheiten
- Die wenigsten Elfmeter im Elfmeterschießen (3 von 7) wurden im Achtelfinale Ukraine gegen die Schweiz bei der WM 2006 verwandelt. Die Ukraine ist damit das erste Team, welches keinen Treffer in einem Elfmeterschießen bei einer WM hinnehmen musste. Torwart Oleksandr Schowkowskyj ist der erste Torhüter, der keinen Treffer in einem Elfmeterschießen hinnehmen musste.[5]
- Die Ukraine ist die einzige Mannschaft, die nach einem 0:4 im ersten WM-Spiel das nächste Spiel mit 4:0 gewinnen konnte, womit die höchste WM-Niederlage und der höchste WM-Sieg unmittelbar aufeinanderfolgten.